# Hyptiotes himalayensis
Hyptiotes himalayensis är en spindelart som beskrevs av Benoy Krishna Tikader 1981. Hyptiotes himalayensis ingår i släktet Hyptiotes och familjen krusnätsspindlar. Inga underarter finns listade i Catalogue of Life.